# Stan trzeci

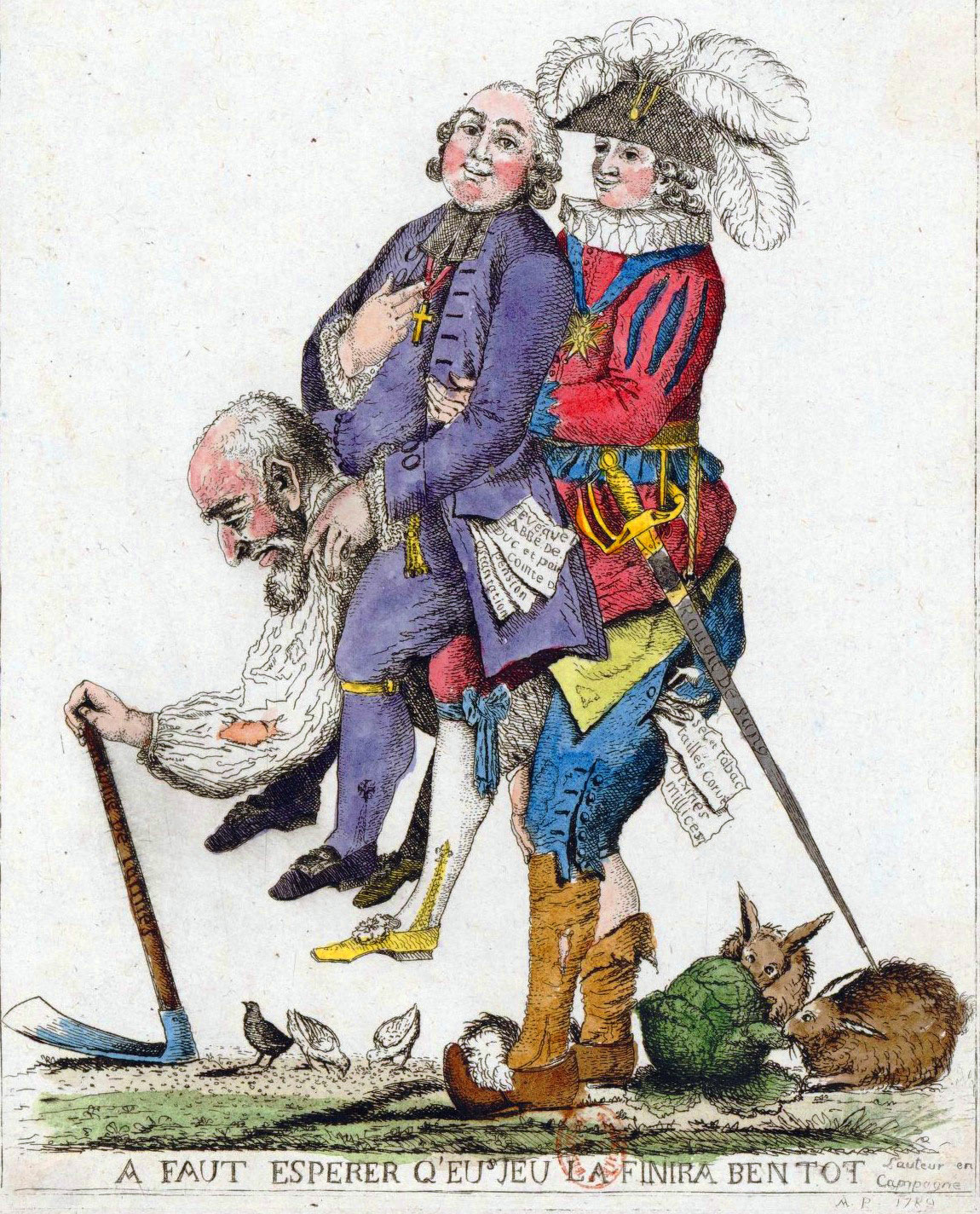
Karyktura przedstawiająca przedstawiciela trzeciego stanu dźwigającego na swych barkach szlachcica i duchownego

Stan trzeci – nazwą tą określano w przedrewolucyjnej Francji ogół ludzi wolnych nie zaliczających się do szlachty i kleru. W chwili wybuchu rewolucji francuskiej zaliczano do niego ponad 25 milionów, a więc około 99% ludności Królestwa Francji.
Można dokonać następującego podziału stanu trzeciego:
- mieszczaństwo:
  - burżuazja (bogaci kupcy, przemysłowcy, właściciele plantacji, handlarze niewolników, bankierzy)
  - wyżsi urzędnicy (intendenci prowincji, poborcy podatkowi, wyżsi urzędnicy skarbowi i sądowi)
  - ludzie wykonujący wolne zawody (np. adwokaci, lekarze, nauczyciele, literaci)
  - drobnomieszczaństwo (np. drobni kupcy, drobni urzędnicy, rzemieślnicy) – ok. 3 miliony ludzi
  - proletariat (np. robotnicy manufaktur, czeladnicy) – ok. 2,4 miliona ludzi
- chłopi (ponad 22 miliony ludzi):
  - chłopi – właściciele ziemi
  - chłopi – dzierżawcy ziemi
  - "połownicy" (dzierżawiący ziemię od innych chłopów)
  - winiarze
  - chłopi bezrolni (ponad 5 milionów ludzi)

Jak wynika z powyższego schematu, tzw. stan trzeci obejmował ludzi znajdujących się po przeciwległych stronach drabiny społecznej – od bezrolnych chłopów i miejskiej biedoty po najbogatszych poddanych króla Francji. O aktywności politycznej stanu trzeciego w końcu XVIII wieku przesądzała właśnie przynależność do niego jednostek, których możliwości i aspiracje daleko wykraczały poza stan biernej akceptacji władzy kleru i "herbowych". Podczas gdy burżuazja była głównym wierzycielem korony, grupą ludności kierującą państwem byli wyżsi urzędnicy. Stopień ich uprzywilejowania w państwie był znacznie niższy niż np. w Austrii czy Prusach a zarobki dużo mniejsze niż w Anglii. Byli więc także grupą w znacznym stopniu zainteresowaną zmianą warunków swego bytu. Do ewolucji stosunków w państwie dążyła także spora część (szczególnie ta zarażona prądami oświecenia) inteligencji. Bardzo liczna warstwa biedoty miejskiej i drobnomieszczaństwa stanowiła przede wszystkim potężną broń w rękach elit stanu trzeciego, której sprawne pokierowanie mogło pomóc tym elitom zdobyć udział we władzy. Stanowiący ok. 85% ludności chłopi, byli w większości lojalni wobec korony. U tej grupy nie wykształciła się jeszcze świadomość potrzeby walki o poprawę swego bytu a ich głęboka religijność miała z nich uczynić w przyszłości sojusznika kontrrewolucji.
Stan trzeci przestał formalnie istnieć w 1791 roku z ogłoszeniem pierwszej konstytucji francuskiej.